# Tobias Weber (Politiker)
Tobias Weber (* 28. Dezember 1892 in Bobenheim am Berg; † 16. Januar 1963 in Karlsruhe) war ein deutscher Unternehmer und Politiker (CDU).

## Leben und Beruf
Nach dem Besuch des Progymnasiums in Grünstadt schlug Weber eine Beamtenlaufbahn ein, arbeitete zunächst beim Finanzamt in Grünstadt und war von 1916 bis 1919 als Steuerinspektor beim Finanzamt in Pirmasens tätig. Er wurde 1919 als Angestellter in einer Pirmasenser Schuhfabrik beschäftigt und war seit 1932 Teilhaber des Unternehmens. 1950 wurde er alleiniger persönlich haftender Gesellschafter der Firma.

## Partei
Weber trat nach 1945 in die CDP ein, aus der später der rheinland-pfälzische Landesverband der CDU hervorging.

## Abgeordneter
Weber war 1946/47 Mitglied der Beratenden Landesversammlung des Landes Rheinland-Pfalz und wurde dann in den Rheinland-Pfälzischen Landtag gewählt, dem er bis zu seiner Mandatsniederlegung am 22. Februar 1950 angehörte. Von 1947 bis zu seinem Ausscheiden aus dem Parlament amtierte er als Vizepräsident des Landtages.
| Personendaten    | Personendaten                                  |
| ---------------- | ---------------------------------------------- |
| NAME             | Weber, Tobias                                  |
| KURZBESCHREIBUNG | deutscher Unternehmer und Politiker (CDU), MdL |
| GEBURTSDATUM     | 28. Dezember 1892                              |
| GEBURTSORT       | Bobenheim am Berg                              |
| STERBEDATUM      | 16. Januar 1963                                |
| STERBEORT        | Karlsruhe                                      |